# Matthijs Quast
Matthijs Quast (mort en 1641) est un navigateur néerlandais.

## Biographie
Il dirige une expédition lancée par la Compagnie néerlandaise des Indes orientales dans le but de localiser deux îles riches l'une en or, l'autre en argent, qui seraient situées à l'Est du Japon puis d'explorer la Corée et la Sibérie.
Il quitte ainsi Batavia le 2 juin 1639 avec deux navires dont l'un est confié à Abel Tasman. Ils visitent en vain toute la zone. Quast décide alors de joindre Formose (25 octobre 1639). Le 24 novembre, il atteint Fort Zeelandia avec la moitié de son équipage, le reste étant mort de faim et de maladie.